# Teatrul Național Radiofonic
Teatrul Radiofonic este considerat a fi „scena acustică” a întregii țări, cu cel mai numeros public, unic în peisajul mass-media cultural și artistic. 
Prima emisie de teatru radiofonic a avut loc la 18 februarie 1929, când s-a transmis, în direct, piesa într-un act “Ce știa satul” de V. Al. Jean, în interpretarea actorilor Teatrului Național Maria Filotti și Romald Bulfinski. 

## Istoric
La data de 18 ianuarie 1929 se transmite primul spectacol de teatru radiofonic. Este vorba de piesa într-un act Ce știa satul... de Ion Valjan.
În anul 1932 se transmite primul spectacol de teatru radiofonic pentru copii „Cireșica”, adaptare după Charles Perrault.
Din toamna anului 1944, după bombardarea sediului radiodifuziunii, studiourile de teatru erau amenajate la etajul al doilea al liceului „Sfântul Sava” din capitală. 
În anul 2006 au fost difuzate 121 spectacole de teatru în premieră.
În octombrie 2009, Radio România a lansat primul stream online de teatru radiofonic din țară cu înregistrări din Fonoteca de Aur, pe site-ul www.eteatru.ro.
La început, spectacolele Teatrului Radiofonic se transmiteau din studioul modest pe care Difuziunea Radiotelefonică (titulatura Radiodifuziunii Române de atunci) îl deținea în Str. Gral Berthelot  și pe care îl împărțea cu Orchestra Radio.
Zgomotele se realizau în studio, prin imitarea fenomenelor naturii în mod rudimentar. Astfel, în 1930, zgomotul unui motor de uzină era realizat prin frecarea ritmică a unui făraș de o măturică; aeroplanul în mers era realizat cu ajutorul unui ventilator pornit a cărui elice lovea un cartonaș; tunetul era realizat cu ajutorul unei plăci de zinc tremurată prelung; trăsnetul era realizat prin plesnirea a 2 tipsii de alamă; zgomotele păsărilor și animalelor erau imitate de oameni.
Această etapă s-a încheiat odată cu achiziționarea din străinătate a unor discuri cu zgomote și, ulterior, în momentul în care Radiodifuziunea a dispus (din 1935), de aparate de înregistrat pe discuri.
Din toamna anului 1944, la etajul al doilea al liceului „Sf. Sava” erau amenajate studiourile Radioului. Improvizate, mai bine zis. „Într-o clasă a liceului se amenajase studioul pentru orchestra simfonică, în alta un studio pentru soliști și orchestre mici, iar în alta se improvizase un studio pentru emisiunile de teatru. Firește, oricât de amănunțit se studiase izolarea de exterior, în timpul cursurilor liceului, la fiecare oră, când elevii ieșeau în curte pentru recreație, lucrul în studiouri trebuia oprit. Larma celor 700-800 de elevi era captată de microfoane și nu se putea lucra nimic. De la o vreme, când s-au adus magnetofoanele era și mai complicat. Zgomotul se înregistra odată cu celelalte sonorizări, iar replicile apăreau pe un fundal nepotrivit. Un profesor care lipsea – să zicem – ocaziona ieșirea în curte a elevilor și larma ne surprindea în timpul înregistrărilor. E lesne de închipuit că banda trebuia reluată, un lucru dificil, cu atât mai mult cu cât studioul era la Sava, iar magnetofoanele erau în clădirea cea nouă care se înfiripase parțial și inginerul, care supraveghea înregistrarea, oprea imediat ce se auzeau sonorizări nedorite. Când scenariul se întâmpla să pretindă o liniște totală în afară de replici, mai aveam și surprize să captăm rumoare de copii, chiar din timpul orelor. Se purtau tratative cu elevii, cu dirigintele, cu supraveghetorii. Liniștea era anevoie de obținut.. Totuși, fonoteca Teatrului Radiofonic mai păstrează unele înregistrări din cele de la Sava, mai cu seamă pentru câteva glasuri de mare prestigiu actoricesc, care au dispărut dintre noi.” – Mihai Zirra (regizor artistic)

## Proiecte speciale ale Teatrului Național Radiofonic
Un tramvai numit dorință	este un spectacol de teatru neconvențional, alternativ, experimental, desfășurat într-un… tramvai care circulă prin oraș.
Spectacolul este considerat a fi una dintre cele mai originale și îndrăznețe experiențe teatrale, producție a Societății Române de Radiodifuziune, realizată în cadrul unui proiect special al Teatrului Național Radiofonic.
Ne auzim la Majestic reprezinta un parteneriat cultural stabilit între Teatrul Național Radiofonic și Hotelul RAMADA – Majestic, în cadrul căruia, în fiecare zi de luni, de la ora 11.00, în incinta barului Hotelului Majestic – actori, regizori, realizatori, dramaturgi, jurnaliști sau pur și simplu, iubitori de teatru – se întâlnesc, ascultă, comentează sau schimbă opinii despre spectacolele radiofonice în premieră sau alte înregistrări deosebite din Fonoteca Teatrului Radiofonic. 
Fiecare audiție este organizată, prezentată și promovată de către echipa de creație a spectacolului respectiv. 
Seria acestor audiții la barul Hotelului RAMADA - Majestic – a început în 14 februarie 2005. 
Producțiile Teatrului Național Radiofonic se realizează în cele două studiouri de teatru: Studioul  T1 „MIHAI  ZIRRA” și Studioul  T2 „GEORGE  CONSTANTIN”
Înainte de a ajunge la Radio, Zirra a fost actor și asistent de regie la teatrul ”Maria Ventura”, unde a învățat de la marele regizor Soare Z. Soare. Mai târziu, a lucrat o vreme si la Compania ”Gheorghe Timică – Ion Iancovescu”, însușindu-și cu tenacitate din tainele de interpretare ale acestor doi titani. 
Venind la Radio (cum afirma Ion Vova într-un articol), Mihai Zirra a căpătat convingerea că „la 1 septembrie 1938 și-a găsit locul sub soare”. Mihai Zirra s-a apropiat cu căldură atât de repertoriul național, cât și internațional. Aproape că nu există autor clasic sau modern care să nu fi intrat și în repertoriul lui, după cum pe înregistrările lui există, pentru nemurire, vocile superbe ale celor mai reprezentative figuri ale teatrului românesc. Zirra deținea un real talent în a-și alege cei mai potriviți interpreți și a-i determina să repete săptămâni de zile la masa de lectură urmate de altele în studio. 
Fonoteca de aur păstrează multe dintre piesele celebrului regizor, precum ”Chirițele” cu Miluța Gheorghiu; „Matei Millo” cu Grigore Vasiliu-Birlic; „Tănase Scatiu” cu Mihăilescu-Brăila; extraordinarul „Ovidiu” cu George Vraca sau ”Azilul de noapte” al lui Maxim Gorki cu o distribuție de excepție: Ion Manolescu, Gheorghe Storin, Aura Buzescu, Maria Filotti, George Vraca, Irina Răchiteanu, Jules Cazaban, George Calboreanu, Radu Beligan, Toma Dimitriu, Marcel Anghelescu, Costache Antoniu.

## Vezi și
- Teatru radiofonic
- Boris Ciornei